# 威爾斯親王國
威爾斯親王國是威爾斯历史上的一个国家，在1216年至1283年间是阿伯弗劳家族领地，由卢埃林大帝建立，在1267年至1277年其鼎盛时期领土涵盖今威尔士面积的三分之二。1277年至1283年被英格兰王爱德华一世征服，其领土被英格兰国王或王子统治。不过在此期间，威爾斯親王國并未被划入英格兰王国。